# Проценко Людмила Андріївна
Людми́ла Андрі́ївна Проце́нко (19 квітня 1927, Київ — 7 вересня 2000, Київ) — український історик, архівіст, краєзнавець.

## Біографія
Народилася 19 квітня 1927 року в місті Києві (нині Україна), дочка флейтиста і педагога Андрія Проценка і режисера Київської опери Клавдії Демидової, онука співаків і хорових диригентів Федора Проценка та Кузьми Демидова. 1951 року закінчила історико-архівне відділення історико-філософського факультету Київського університету; у 1954 році — Київську консерваторію (клас вокалу Марії Донець-Тессейр).
Упродовж 1952—1967 років завідувала відділом давніх актів Центрального державного історичного архіву УРСР; з серпня 1967 року по 1973 рік обіймала посаду директора Центрального державного архіву-музею літератури і мистецтва УРСР, де зробила значний внесок у комплектування архівних фондів, зокрема «непопулярними» в умовах радянської ідеології матеріалами подвижників української культури, релігійних та репресованих діячів.
З травня 1973 року, після примусового звільнення з архівної системи за принципову наукову та патріотичну позицію, до виходу на пенсію у 1982 році, вчителювала в київських школах № 1 і № 38. Проводила активну громадську діяльність, була активістом Українського товариства охорони пам'яток історії та культури, в якій очолювала секцію «Некрополі України» при Головній раді.
Померла 7 вересня 2000 року в Києві. Похована (за заповітом) на Лук'янівському цивільному кладовищі поряд зі своїм дідом — Кузьмою Демидовим (ділянка № 30, ряд 9, місце 8-2).

## Наукова діяльність
- Створила понад 80 наукових праць з історії та методики архівної справи. Упорядник збірників архівних документів, картосхеми «Пам'ятки Києва, знищені у ХХ столітті». Стояла біля витоків нового дослідницького напряму історичної науки — некрополістики. Більше трьох десятиліть присвятила вивченню історичного некрополя Києва, створила унікальну картотеку персоналій, похованих на київських теренах від доби Київської Русі до 1986 року (близько 40 тисяч імен).
- Автор численних статей у науковій та популярній періодиці, путівників-довідників «Київський некрополь» (1993, присвячений похованням письменників у Києві) та «Лук'янівське цивільне кладовище» (у співавторстві з Ю. Костенком, 1998, друге видання — 2001), монографії «Історія Київського некрополя» (1995). У 2002 році посмертно був опублікований укладений нею путівник некрополями на Ближніх і Дальніх печерах Києво-Печерської лаври «И до небес рукой подать».
- Упорядкувала описи актових книг Кременецького земського суду (1959—1965, випуски 1—3), «Генеральний опис Лівобережної України 1765—1769 рр.: Покажчик населених пунктів» (1970), збірник документів «Гайдамацький рух на Україні» (1970), книгу «Андрій Проценко. Життєпис. Спогади» (1990, у співавторстві).
- Підготувала документальні фільми «Київський некрополь», «Митрополит Липківський», «Михайло Донець».
- Ініціатор створення у 1994 році на території історичного Лук'янівського цивільного кладовища в Києві Державного історико-меморіального Лук'янівського заповідника. Вважається фундатором цього закладу.

## Ушанування

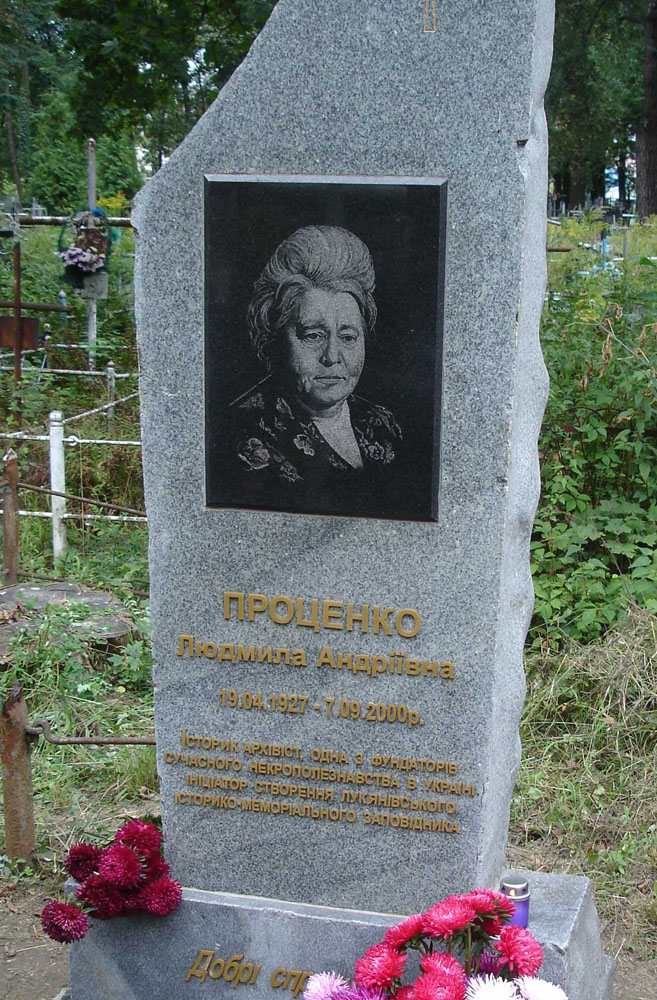
Надгробний пам'ятник.

2016 року на честь Людмили Проценко було названо вулицю в Києві.